# Zyginama iguala
Zyginama iguala är en insektsart som först beskrevs av Ross 1965.  Zyginama iguala ingår i släktet Zyginama och familjen dvärgstritar. Inga underarter finns listade i Catalogue of Life.